# Streptococcus mutans
Streptococcus mutans é uma espécie de bactérias Gram-positivas com morfologia de coco, pertencentes ao género Streptococcus, do grupo A de Lancefield.

## Natureza infeciosa dentária
Esta bactéria é vulgar na boca do Homem e é o principal fator do desenvolvimento de cáries devido a sua capacidade acidogênica e acidúrica.

## Via de transmissão
Logo ao nascimento, as crianças adquirem uma série de microrganismos que vão compor a microbiota bocal . Estes são transmitidos através da saliva, por indivíduos com os quais as crianças mantêm contato. Diversas técnicas foram desenvolvidas para rastrear cepas de S. mutans adquiridas pelas crianças durante a fase de aquisição inicial destes microrganismo. Este rasteamento é feito a partir do princípio de que cepas da mesma espécie de S. mutans diferem entre si características únicas que nos permitem ser diferenciados dos outros, como por exemplo as impressões digitais, também as cepas de S. mutans têm características únicas, podendo ser rastreadas. Técnicas para se obter a "impressão digital" de cada cepa de S. mutans consistem da obtenção de padrões da sequência do cromossomo. Cada padrão genético indica um genótipo distinto. É possível rastrear de onde foram transmitidos os clones adquiridos por uma criança, através da identificação do padrão genótipo das cepas de S. mutans. Diversos estudos indicam que as crianças são colonizadas por clones presentes na cavidade bucal das mães, sendo estas a principal fonte de infecção. Outros indivíduos da família, como pais, irmão mais velhos e avós, são potenciais transmissores de S. mutans para crianças, embora na maioria dos casos, transmitam SM com menor freqüência do que as mães. Raramente, uma criança é colonizada por um clone de SM presente em outro indivíduo que não seja da mesma família.